# Desconto racional composto
Em finanças, chama-se desconto racional composto (por dentro) ou desconto composto real ao [desconto] obtido pela diferença entre o [valor nominal] ou valor futuro (VF) e o valor atual ou valor presente (VP) de um compromisso que seja saldado “n” períodos antes do seu vencimento. Para uma melhor compreensão, podemos dizer que o desconto racional composto passa a ser sinônimo de juro composto. Este tipo de desconto é muito utilizado no Brasil.
Como D = VF - VP e como VF = VP(1 + i)^n , então: 
D = VF – VF(1+i)^-n  	ou 	Dr = VF.[1 - (1+i)^-n] 
O melhor estudo que se pode fazer com o desconto racional composto é considerar o valor atual ou presente (VP) como o capital inicial de uma aplicação e o valor nominal ou futuro (VF) como o montante desta aplicação, levando em consideração que as taxas e os tempos funcionam de forma similar nos dois casos. Desta forma a fórmula para cálculo do valor Atual ou valor presente, com base nos juro composto, ficará:
{\displaystyle VP={\frac {VF}{(1+i)^{n}}}}

## Desconto Composto Racional
Ao estudarmos o sistema financeiro notamos que o mecanismo atualmente utilizado nas operações é o juro composto, o qual entendemos como juros sobre juros. Aplicações financeiras e empréstimos são efetuados por inúmeras pessoas no dia a dia, as quais utilizam os produtos oferecidos pelo mercado financeiro, como: promissórias, letras de câmbio, ações de empresas, títulos do tesouro nacional, financiamentos, leasing, consórcios entre outros. 
Uma operação bastante utilizada no meio financeiro são os descontos, eles se referem ao abatimento que recebemos no pagamento de um título antes do vencimento estabelecido. Os descontos podem ser simples ou compostos, enfatizaremos nosso estudo nos descontos compostos racionais. 
Ao realizarmos uma aplicação, nosso dinheiro é submetido a um fator de capitalização, que depende do valor da taxa de juros e do tempo da aplicação. Já nas situações de desconto, utiliza-se um fator de descapitalização, conhecido pela expressão (1 + i)–n. Para determinarmos o valor atual de um título utilizamos a seguinte expressão matemática: 

Onde temos: 
A = valor atual 
N = valor nominal 
i = taxa de desconto 
n = tempo (antecipação do desconto) 

Exemplo 1 
Deseja-se resgatar um título com valor nominal de R$ 8 000,00, faltando 2 meses para o seu vencimento. Determine o valor atual, sabendo que a taxa de desconto é igual a 3% ao mês.  
N = 8000 
i = 3% = 3/100 = 0,03 
n = 2 
A = ? 
N = A*(1+i)^n  -->  8000 = A *(1,03)^2 --> 8000 = A * 1,0609 --->  A = 8000/1,0609 = 7540,80
O valor atual do título será de R$ 7 540,80. 
Exemplo 2 
O valor nominal de um título é de R$ 190 000,00. Seu portador deseja descontá-lo 1 ano e 3 meses antes de seu vencimento. Calcule o valor de resgate sabendo que a taxa de desconto composto é de 28% ao ano, capitalizados trimestralmente.  
N = 190 000 
n = 1 ano e 3 meses = 15 meses = 5 trimestres 
i = 28% ao ano* = 7% ao trimestre = 7/100 = 0,07 
A = ? 
N = A (1+i)^n   ---> 190.000 = A (1,07)^5 ----> 190.000 = A*1,402552 ---> A = 190.000 / 1,402552 = 135.467,37

O valor atual do título é de R$ 135 467, 37.
Por Marcos Noé
Graduado em Matemática
Equipe Brasil Escola
*Simplificação para regime de juros simples. No sistema composto seria (1+i)^4=1+28% . i=(1,28^0,25-1)=6,37% 